# 魏登哈根咪唑合成
Weidenhagen咪唑合成（英語：Weidenhagen imidazole synthesis）反應中，α-酮醇与氨在甲醛或其他醛以及乙酸铜存在下，发生缩合，得到咪唑。

## 反应机理
α-酮醇被铜离子氧化为1,2-二酮，它在碱性介质中立即与氨和醛反应生成咪唑衍生物。用硫化氢处理生成的铜盐可得游离的咪唑。